# Austin 7
Austin 7 – samochód osobowy produkowany przez brytyjskie przedsiębiorstwo motoryzacyjne Austin Motor Company w latach 1922-1939. Angielski samochód dla ludu.

## Samochody wyścigowe
Samochody Austin 7 budowano także w wersjach sportowych oraz wyścigowych, do startów w kategorii H. Te ostatnie otrzymywały niskie opływowe nadwozia, a w celu jak największego obniżenia siedzenia kierowcy, blok silnika, wał napędowy i tylny most mocowano w nich nie w osi podłużnej, lecz ukośnie, tak że mechanizm różnicowy znajdował się obok lewego koła tylnego. Także przedni resor poprzeczny przenoszony był znad osi pod oś przednią w celu obniżenia ramy. Stosowano też sprężarki Zollera. Samochody tego modelu odnosiły na przełomie 1930/31 roku kilka sukcesów w sportach motorowych, także przeciwko mocniejszym maszynom.

## Dane techniczne Austin 7

### Silnik
- R4 969 cm³[1]
- Układ zasilania: b.d.
- Średnica cylindra × skok tłoka: b.d.
- Stopień sprężania: b.d.
- Moc maksymalna: 10 KM (7 kW)[1]
- Maksymalny moment obrotowy: b.d.

### Osiągi
- Przyspieszenie 0–80 km/h: nie dotyczy
- Przyspieszenie 0–100 km/h: nie dotyczy
- Prędkość maksymalna: 77 km/h[1]